# Heart of the Beholder
Heart of the Beholder ist ein Drama aus dem Jahr 2005, das von Ken Tipton geschrieben und inszeniert wurde.

## Inhalt
Der Film basiert auf Tiptons eigenen Erfahrungen als Besitzer einer Kette von Verleihgeschäften für Videokassetten in den 1980er Jahren. Tipton und seine Familie hatten die ersten Videokassettenverleihgeschäfte in St. Louis im Jahr 1980; Ihr Geschäft wurde durch eine Kampagne christlicher Fundamentalisten zerstört, die sich dagegen aussprachen, dass die Kette den Film Die letzte Versuchung Christi zum Verleih anbietet.

## Veröffentlichung
Der Film wurde 2005 beim Westwood Film Festival gezeigt. Kritiker Ryan Cracknell fasste den Film zusammen: „Es gibt keinen Mangel an Material, mit dem Autor und Regisseur Ken Tipton hier arbeiten kann. Das allein macht „Heart of the Beholder“ zu einem Film von Interesse. Es ist in vielerlei Hinsicht ein politisch aufgeladener Film Es berührt Fragen der Meinungsfreiheit, des religiösen Glaubens und des völligen Fanatismus. Dennoch fand ich, dass es nicht ausreichend ausgewogen war, und ich denke, dass ein großer Teil mit dem inkonsistenten Tempo des Films zu tun hatte.“
Der Film gewann den Preis für den besten Spielfilm beim New Hampshire Film Festival 2005 und den Directors Choice Award beim Bluegrass Independent Film Festival 2005.